# Fåglar utdöda i modern tid
Denna artikel beskriver fågelarter som dött ut sedan år 1500 och oftast beskrevs vetenskapligt under sin livstid.
För fågelarter som dött ut till följd av människan under holocen fram till år 1500 och som oftast är kända från subfossila lämningar, se artikeln om fåglar utdöda i förhistorisk tid. För fågelarter som dött ut tidigare än holocen, se artikeln om fossila fåglar.

## Bakgrund
Sedan år 1500 har över 130 fågelarter dött ut, alla huvudsakligen till följd av människan. De allra flesta fågelarter som dött ut i modern tid har haft sin utbredning i avlägsna ögrupper. Två ögrupper har en särställning vad gäller antalet utdöda fågelarter: Maskarenerna öster om Madagaskar och Hawaiiöarna med över 30 arter var. 
Inga människor förekom i Maskarenerna innan européerna anlände dit på 1600-talet. Fåglarna på öarna hade dessutom anpassat sig till en miljö utan marklevande rovdjur och många var flygoförmögna. Det gjorde dem mycket sårbara för jakt och invasiva djurarter som människan förde med sig. En av de mest kända utdöda fåglarna, den jättelika flygoförmögna duvan dronten, förekom på Mauritius i Maskarenerna.
I Hawaiiöarna hade många större fågelarter redan dukat under efter polynesiernas ankomst till öarna. Under modern tid accelererar utdöendet bland tättingar till följd av invasiva djurarter, habitatförstörelse och införda sjukdomar. En hel fågelfamilj, ooerna (Mohoidae), försvann, den enda familj att göra så sedan 1500-talet. 
I samband med européernas ankomst till Nya Zeeland ökade även utdöendet där som inleddes med när maorierna kom dit. Sedan 1500 har Även på Nya Zeeland hade fågelfaunan anpassat sig till frånvaron av marklevande rovdjur. På ögrupper i Stilla havet dog även ett stort antal arter ut, framför allt i Marquesasöarna och Marianerna. På ön Guam i Marianerna inträffade en ekologisk katastrof när ormarten Boiga irregularis infördes till ön och utrotade flera fågelarter.
Vissa arter har dött ut efter en lång nedåtgående trend, medan andra arter har försvunnit mycket snabbt. Ett exempel är wakerallen (Gallirallus wakensis), som förekom på den lilla ön Wake Island i Mikronesien. Under andra världskriget upprätthöll amerikanska ubåtar en blockad mot den japanockuperade ön, vilket ledde till matbrist och därmed omfattande jakt av wakerall. Bombningar av ön kan också ha bidragit till artens utdöd. Eftersom den inte kunde flyga hade den svårt att undvika att falla offer för krigets omständigheter. 
Ett annat exempel är kivismygen (Traversia lyalli) som historiskt förekom på både Nordön och Sydön i Nya Zeeland men som vid européernas ankomst var begränsad till den lilla ön Stephens Island. När en fyr skulle byggas på ön slank även en gravid katt med i transporten, varpå ett stort antal katter snart befolkade ön. Inom kort var lyallklippsmygen ett minne blott. Att arten dog ut till följd av en enda katts förehavanden, fyrvaktaren Lyalls katt Tibbles, är däremot en myt.
Här nedan listas de arter som kategoriseras av internationella naturvårdsunionen IUCN som utdöda eller möjligen utdöda. IUCN har valt att enbart bedöma arter som dog ut efter år 1500, arter som i huvudsak beskrevs vetenskapligt under deras livstid. De arter som dog ut på grund av människan före år 1500 är endast kända från subfossila lämningar funna i efterhand. Dessa listas i artikeln Fåglar utdöda i förhistorisk tid. 
Listan inkluderar även ett fåtal arter som officiellt fortfarande betraktas som akut hotade men där inga sentida observationer gjorts och troligen är utdöda. IUCN är mycket försiktiga med att kategorisera en art som officiellt utdöd innan alla områden har undersökts, varför antalet utdöda arter troligen är fler än vad IUCN:s kategorisering visar.
Slutligen tas några arter med som inte beskrivits vetenskapligt under deras livstid men där det är möjligt att de kan ha levt ända in i modern tid, dock inte med säkerhet.

## Anseriformes
Änder, Anatidae
- Mauritiusgås (Alopochen mauritianus) – Mauritius, ca 1695
- Réuniongås (Alopochen kervazoi) – Réunion, 1690-talet
- Tofsgravand (Tadorna cristata) – senast sedd 1964, kategoriseras som akut hotad
- Labradorand (Camptorhynchus labradorius) – nordöstra Nordamerika, cirka 1880
- Nyazeelandskrake (Mergus australis) – Nya Zeeland och Aucklandöarna, cirka 1902
- Nyazeelandmanand (Chenonetta finschi) – Nya Zeeland, överlevde möjligen till 1870
- Rosenand (Rhodonessa caryophyllacea) – senast sedd 1949, kategoriseras som akut hotad
- Amsterdamand (Mareca marecula) – Amsterdamön i Indiska oceanen, ca 1800
- Maskarenkricka (Anas theodori) – Réunion och Mauritius, slutet av 1690-talet

## Galliformes
Fasanfåglar, Phasianidae
- Nyazeelandvaktel (Coturnix novaezelandiae) – Nya Zeeland, 1875
- Himalayavaktel (Ophrysia superciliosa)

## Podicipediformes
Doppingar, Podicipedidae
- Atitlándopping (Podilymbus gigas) – Atitlán, Guatemala, 1989
- Alaotradopping (Tachybaptus rufolavatus) – Alaotra, Madagaskar, sågs senast 1985, förklarad utdöd 2010.
- Colombiadopping (Podiceps andinus) – området kring Bogotá i Colombia, 1977

## Columbiformes
Duvor (Columbidae)
- Vandringsduva (Ectopistes migratorius) – östra Nordamerika, 1914
- Mauritiusduva (Nesoenas cicur)
- Rodriguesduva (Nesoenas rodericanus)
- Mauritiusskogsduva (Columba thiriouxi)
- Boninduva (Columba versicolor)
- Ryukyuduva (Columba jouyi) – Okinawa och Daitoöarna söder om Japan, sent 1930-tal
- Salomonmarkduva (Pampusana salamonis)
- Tannamarkduva (Pampusana ferrugineus)
- Choiseulduva (Microgoura meeki) – Choiseul, Salomonöarna, tidigt 1900-tal
- Liverpoolduva (Caloenas maculata)
- Dront (Raphus cucullatus)
- Rodriguessolitär (Pezophaps solitaria) – Rodrigues, cirka 1730
- Mauritiusblåduva (Alectroenas nitidissima) – Mauritius, 1830-talet
- Rodriguesblåduva (Alectroenas payandeei)
- Marquesasfruktduva (Ptilinopus mercierii)

## Caprimulgiformes
Nattskärror, Caprimulgidae
- Nyakaledoniennattskärra (Eurostopodus exul)
- Jamaicanattskärra (Siphonorhis americana)

Kolibrier, Trochilidae
- Turkosstrupig dunbena (Eriocnemis godini)
- Nassausmaragd (Chlorostilbon bracei)

## Cuculiformes
Gökar, Cuculidae
- Snigelkoua (Coua delalandei)
- Sankthelenagök (Nannococcyx psix)

## Gruiformes
Rallar, Rallidae
- Rödrall (Aphanapteryx bonasia) – Mauritius, cirka 1700
- Rodriguesrall (Erythromachus leguati) – Rodrigues, 1700-talets mitt
- Réunionrall (Dryolimnas augusti) – Réunion, sent 1600-tal
- Mehonuirall (Diaphorapteryx hawkinsi) – Chathamöarna, 1800-tal
- Matirakahurall (Cabalus modestus) – Chathamöarna, cirka 1900
- Mehorikirall (Hypotaenidia dieffenbachii) – Chathamöarna, 1800-talets mitt
- Wakerall (Hypotaenidia wakensis) – Wake Island, Mikronesien, 1945
- Tahitirall (Hypotaenidia pacifica) – Tahiti, Sällskapsöarna, slutet av 1700-talet till 1800-talet
- Fijirall (Hypotaenidia poeciloptera) – Fiji, cirka 1980
- Maorirörhöna (Tribonyx hodgenorum)
- Tristanrörhöna (Gallinula nesiotis) – Tristan da Cunha, sent 1800-tal
- Maskarensothöna (Fulica newtonii) – Mauritius och Réunion, cirka 1700
- Sankthelenarall (Aphanocrex podarces) – Sankt Helena, 1500-tal
- Réunionpurpurhöna (Porphyrio coerulescens)
- Nyakaledonienpurpurhöna (Porphyrio kukwiedei)
- Vit purpurhöna (Porphyrio alba) – Lord Howeön, tidigt 1800-tal
- Nordötakahe (Porphyrio mantelli)
- Marquesaspurpurhöna (Porphyrio paepae)
- Sankthelenasumphöna (Zapornia astrictocarpus) – Sankt Helena, tidigt 1500-tal
- Laysansumphöna (Zapornia palmeri) – Laysanön, Hawaiiöarna, 1944
- Hawaiisumphöna (Zapornia sandwichensis) – Hawaii, Hawaiiöarna, cirka 1890
- Kosraesumphöna (Zapornia monasa) – Kosrae, Karolinerna, mitten-sent 1800-tal
- Tahitisumphöna (Zapornia nigra)
- Ascensionrall (Mundia elpenor)

## Pelecaniformes
Ibisar, Threskiornithidae
- Solitäribis (Threskiornis solitarius) – Réunion, tidigt 1700-tal. Denna art troddes först vara en släkting till dronten, men både benlämningar och beskrivning passar bättre med en flygoförmögen ibis.

Hägrar, Ardeidae
- Nyazeelanddvärgrördrom (Ixobrychus novaezelandiae) – Nya Zeeland, sent 1800-tal
- Réunionnatthäger (Nycticorax duboisi) – Réunion, sent 1600-tal
- Mauritiusnatthäger (Nycticorax mauritianus) – Mauritius, cirka 1700
- Rodriguesnatthäger (Nycticorax megacephalus) – Rodrigues, 1700-talets mitt

## Suliformes
Skarvar, Phalacrocoracidae
- Glasögonskarv (Urile perspicillatus) – Kommendörsöarna, runt 1850

## Charadriiformes
Strandskator, Haematopidae
- Kanariestrandskata (Haematopus meadewaldoi) – östra Kanarieöarna, cirka 1940? Två observationer från Teneriffa 1981 kan vara av denna art.

Snäppor, Scolopacidae
- Bärspov (Numenius borealis)
- Kiritimatisnäppa (Prosobonia cancellata) – ön Kiritimati i Kiribati, 1850-talet
- Tahitisnäppa (Prosobonia leucoptera) – Tahiti i Sällskapsöarna, 1800-tal
- Mooreasnäppa (Prosobonia ellisi) – Moorea i Sällskapsöarna, 1800-tal
- Nordöbeckasin (Coenocorypha barrierensis) – Nordön, Nya Zeeland, 1870-talet
- Sydöbeckasin (Coenocorypha iredalei) – Sydön och Stewartön, Nya Zeeland, 1964

Springhöns, Turnicidae
- Nyakaledonienspringhöna (Turnix novaecaledoniae)

Alkor, Alcidae
- Garfågel (Pinguinus impennis) – Newfoundland, 1852

## Accipitriformes
Hökar, Accipitridae
- Bermudavråk (Bermuteo avivorus)

## Strigiformes
Ugglor, Strigidae
- Skrattuggla (Ninox albifacies)
- Bermudapärluggla (Aegolius gradyi)
- Réuniondvärguv (Otus grucheti) – Réunion, sent 1600-tal?
- Mauritiusdvärguv (Otus sauzieri) – Mauritius, cirka 1850
- Rodriguesdvärguv (Otus murivorus) – Rodrigues, 1700-talets mitt

## Bucerotiformes
Härfåglar, Upupidae
- Sankthelenahärfågel (Upupa antaios)

## Piciformes
Hackspettar (Picidae)
- Kejsarspett (Campephilus imperialis) – ej sedd sedan 1956, kategoriseras som akut hotad
- Bermudaspett (Colaptes oceanicus)

## Falconiformes
Falkar (Falconidae)
- Guadalupekarakara (Caracara lutosa)
- Réunionfalk (Falco duboisi)

## Psittaciformes
Maoripapegojor, Strigopidae
- Norfolkkaka (Nestor productus)

Västpapegojor, Psittacidae
- Amazona martinicana
- Amazona violacea
- Pyrrhura subandina
- Psittacara labati
- Karolinaparakit (Conuropsis carolinensis)
- Kubaara (Ara tricolor)

Östpapegojor, Psittaculidae
- Réunionpapegoja (Mascarinus mascarinus)
- Stillahavsädelpapegoja (Eclectus infectus)
- Korppapegoja (Lophopsittacus mauritianus)
- Rodriguespapegoja (Necropsittacus rodericanus)
- Seychellparakit (Psittacula wardi)
- Gråparakit (Psittacula bensoni)
- Rodriguesparakit (Psittacula exsul)
- Paradisparakit (Psephotellus pulcherrimus)
- Tahitiparakit (Cyanoramphus zealandicus)
- Raiateaparakit (Cyanoramphus ulietanus)

## Passeriformes
Klippsmygar (Acanthisittidae)
- Kivismyg (Traversia lyalli) – Nya Zeeland, 1895
- Buskklippsmyg (Xenicus longipes) – Nya Zeeland, 1972

Tyranner (Tyrannidae)
- Sancristóbaltyrann (Pyrocephalus dubius)

Ugnfåglar (Furnariidae)
- Alagoasträdletare (Cichlocolaptes mazarabarnetti)
- Alagoaslövletare (Philydor novaesi)

Taggnäbbar (Acanthizidae)
- Lordhowesångsmyg (Gerygone insularis) – Lord Howeön, cirka 1930

Honungsfåglar (Meliphagidae)
- Komako (Anthornis melanocephala)

Gyllingar (Oriolidae)
- Nordöpiopio (Turnagra tanagra)
- Sydöpiopio (Turnagra capensis)

Monarker (Monarchidae)
- Guammonark (Myiagra freycineti) – Guam, Marianerna, 1983
- Maupitimonark (Pomarea pomarea) – Maupiti, Sällskapsöarna, 1800-talets mitt
- Eiaomonark (Pomarea fluxa) – Eiao, Marquesasöarna, sent 1970-tal
- Nukuhivamonark (Pomarea nukuhivae) – Nuku Hiva, Marquesasöarna, mitten av till sena 1900-talet
- Uapoumonark (Pomarea mira) – Ua Pou, Marquesasöarna, cirka 1986

Vårtkråkor (Callaeidae)
- Sydökokako (Callaeas cinereus)
- Huia (Heteralocha acutirostris) – Nya Zeeland, tidigt 1900-tal

Rörsångare (Acrocephalidae)
- Aldabrasångare (Nesillas aldabrana) – Aldabra, cirka 1984
- Marianersångare (Acrocephalus luscinius) – Guam, Marianerna, 1970-tal
- Aguijansångare (Acrocephalus nijoi) – Aguijan, Marianerna, cirka 1997
- Pagansångare (Acrocephalus yamashinae) – Pagan, Marianerna, 1970-tal
- Läsångare (Acrocephalus musae) - Sällskapsöarna, 1800-tal?
- Mooreasångare (Acrocephalus longirostris)
- Mangarevasångare (Acrocephalus astrolabii)

Gräsfåglar (Locustellidae)
- Chathamgräsfågel (Bowdleria rufescens) – Chathamöarna, cirka 1900

Glasögonfåglar (Zosteropidae)
- Marianneglasögonfågel (Zosterops semiflavus) – ön Marianne i Seychellerna, sent 1800-tal
- Lordhoweglasögonfågel ( Zosterops strenuus) – Lord Howeön, cirka 1918

Ooer (Mohoidae)
- Kioea (Chaetoptila angustipluma) – Hawaii, Hawaiiöarna, 1860-talet
- Kauai-oo (Moho braccatus) – Kauai, Hawaiiöarna, 1987
- Oahu-oo (Moho apicalis) – Oahu, Hawaiiöarna, 1800-talets mitt
- Maui-oo (Moho bishopi)
- Hawaii-oo (Moho nobilis) – Hawaii, Hawaiiöarna, 1930-talet

Starar (Sturnidae)
- Kosraestare (Aplonis corvina) – Kosrae, Karolinerna, 1800-talets mitt
- Maukestare (Aplonis mavornata) – Mauke, Cooköarna, 1800-talets mitt
- Norfolkstare (Aplonis fusca)
- Raiateastare (Aplonis ulietensis)
- Réunionstare (Fregilupus varius)
- Rodriguesstare (Necropsar rodericanus)

Trastar (Turdidae)
- Kamao (Myadestes myadestinus) – Kauai, Hawaiiöarna, 1990-tal
- Myadestes woahensis
- Olomao (Myadestes lanaiensis)
- Bonintrast (Zoothera terrestris)
- Caymantrast (Turdus ravidus)

Vävare (Ploceidae)
- Réunionfody (Foudia delloni)

Finkar (Fringillidae)
- Boninrosenfink (Carpodacus ferreorostris)
- Poo-uli (Melamprosops phaeosoma)
- Oahu-alauahio (Paroreomyza maculata)
- Kakawahie (Paroreomyza flammea) – Molokai, Hawaiiöarna, 1963
- Konafink (Chloridops kona) – Hawaii, Hawaiiöarna, 1891
- Mindre koafink (Rhodacanthis flaviceps) – Hawaii, Hawaiiöarna, 1891
- Större koafink (Rhodacanthis palmeri) – Hawaii, Hawaiiöarna, 1891
- Ula-ai-hawane (Ciridops anna)
- Laysan-apapane (Himatione fraithii) – Laysanön, Hawaiiöarna, 1923
- Svart mamo (Drepanis funerea) – Molokai, Hawaiiöarna, 1907
- Hawaiimamo (Drepanis pacifica) – Hawaii, Hawaiiöarna, 1898
- Större amakihi (Viridonia sagittirostris) – Hawaii, Hawaiiöarna, 1901
- Oahu-akepa (Loxops wolstenholmei) – Oahu, Hawaiiöarna, 1990-talet
- Maui-akepa (Loxops ochraceus) – Maui, Hawaiiöarna, 1988
- Ou (Psittirostra psittacea)
- Lanaikroknäbbsfink (Dysmorodrepanis munroi) – Lanai, Hawaiiöarna, 1918
- Mindre akialoa (Akialoa obscurus) – Hawaii, Hawaiiöarna, 1940
- Kauai-akialoa (Akialoa stejnegeri) – Kauai, Hawaiiöarna, 1969
- Oahu-akialoa (Akialoa ellisiana) – Oahu, Hawaiiöarna, tidigt 1900-tal
- Lanai-akialoa (Akialoa lanaiensis) – Lanai och förhistoriskt troligen Maui och Molokai, Hawaiiöarna, 1892
- Kauai-nukupuu (Hemignathus hanapepe) – Kauai, Hawaiiöarna, sent 1990-tal
- Maui-nukupuu (Hemignathus affinis) – Maui, Hawaiiöarna, 1990-talet
- Oahu-nukupuu (Hemignathus lucidus) – Oahu, Hawaiiöarna, sent 1800-tal

Amerikanska sparvar (Passerellidae)
- Bermudabusksparv (Pipilo naufragus)

Trupialer (Icteridae)
- Smalnäbbad båtstjärt (Quiscalus palustris) – Mexiko, 1910